# 黄琮譯
黄 琮譯（こう そうやく、ファン・ツォンイー、英語: Huang Tsung-i、2005年1月14日 - ）は、台湾の男子バドミントン選手。

## 経歴
2023年の世界ジュニア選手権では、黄睿璿とペアを組み出場。準々決勝で陳永鋭 / 胡珂源を破り、銅メダルを獲得した。